# Thema protogramma
Thema protogramma là một loài Oecophoridae hiện diện Úc.

## Hình ảnh

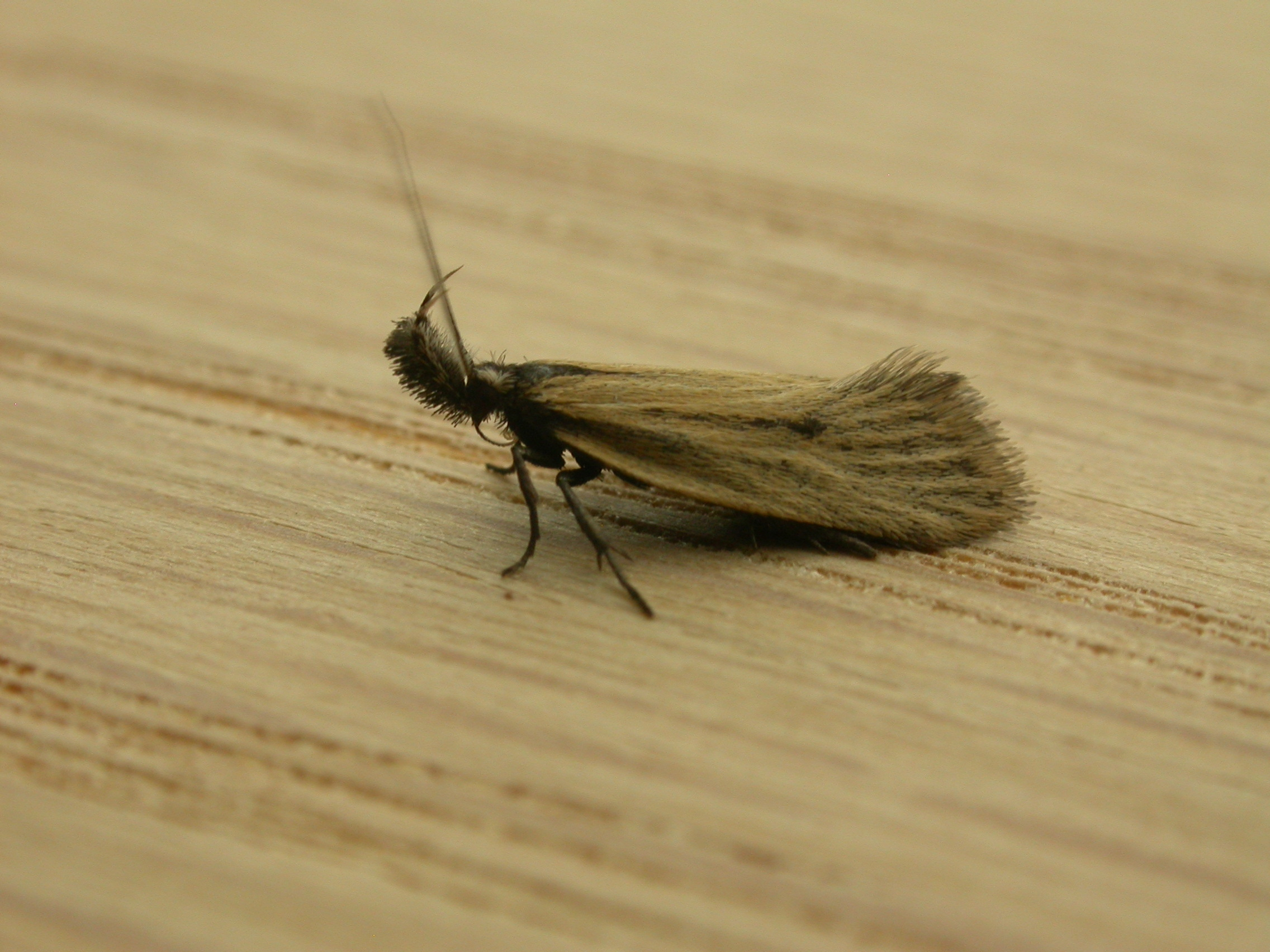